# Polewaczka

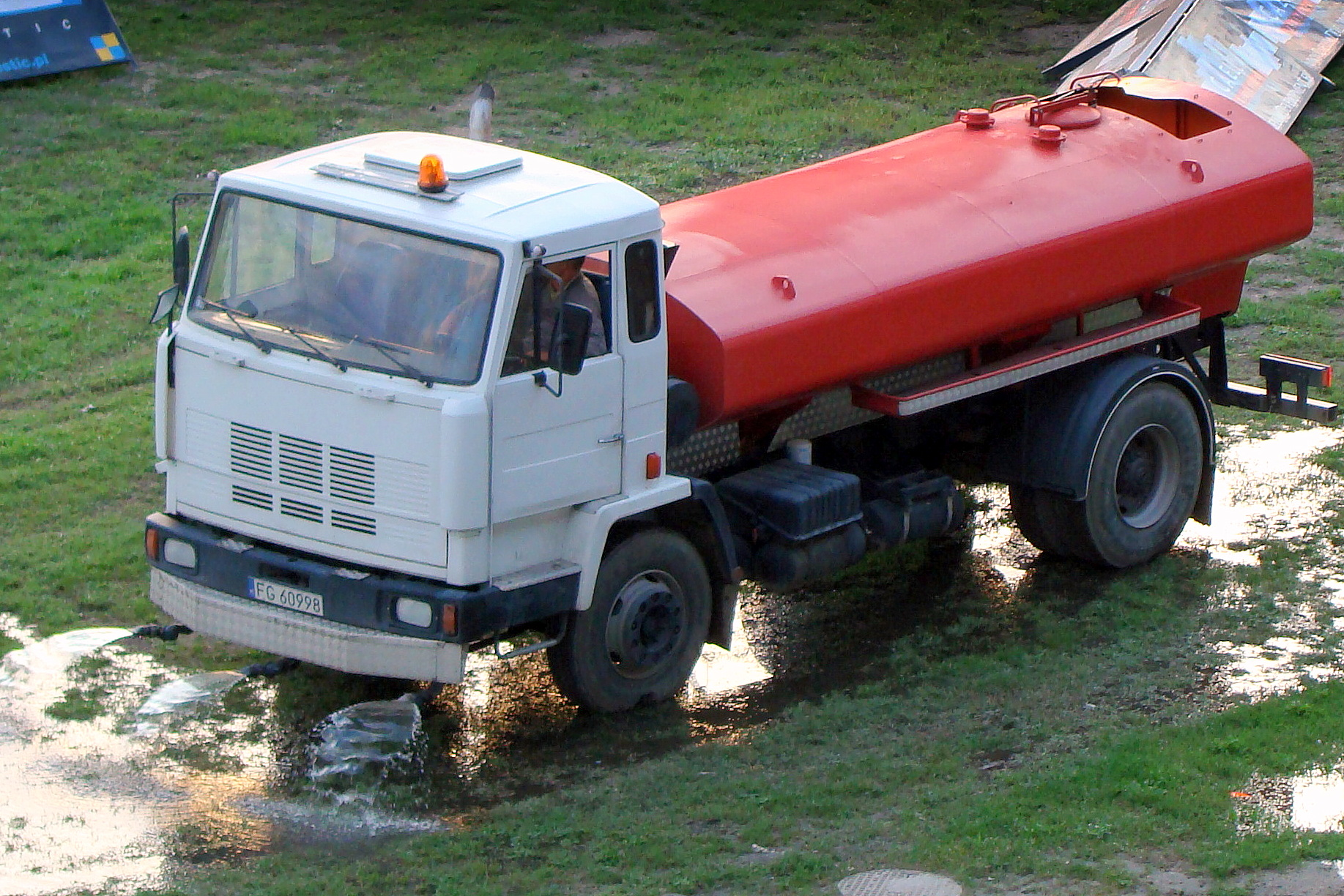
Polewaczka na podwoziu Jelcza 422

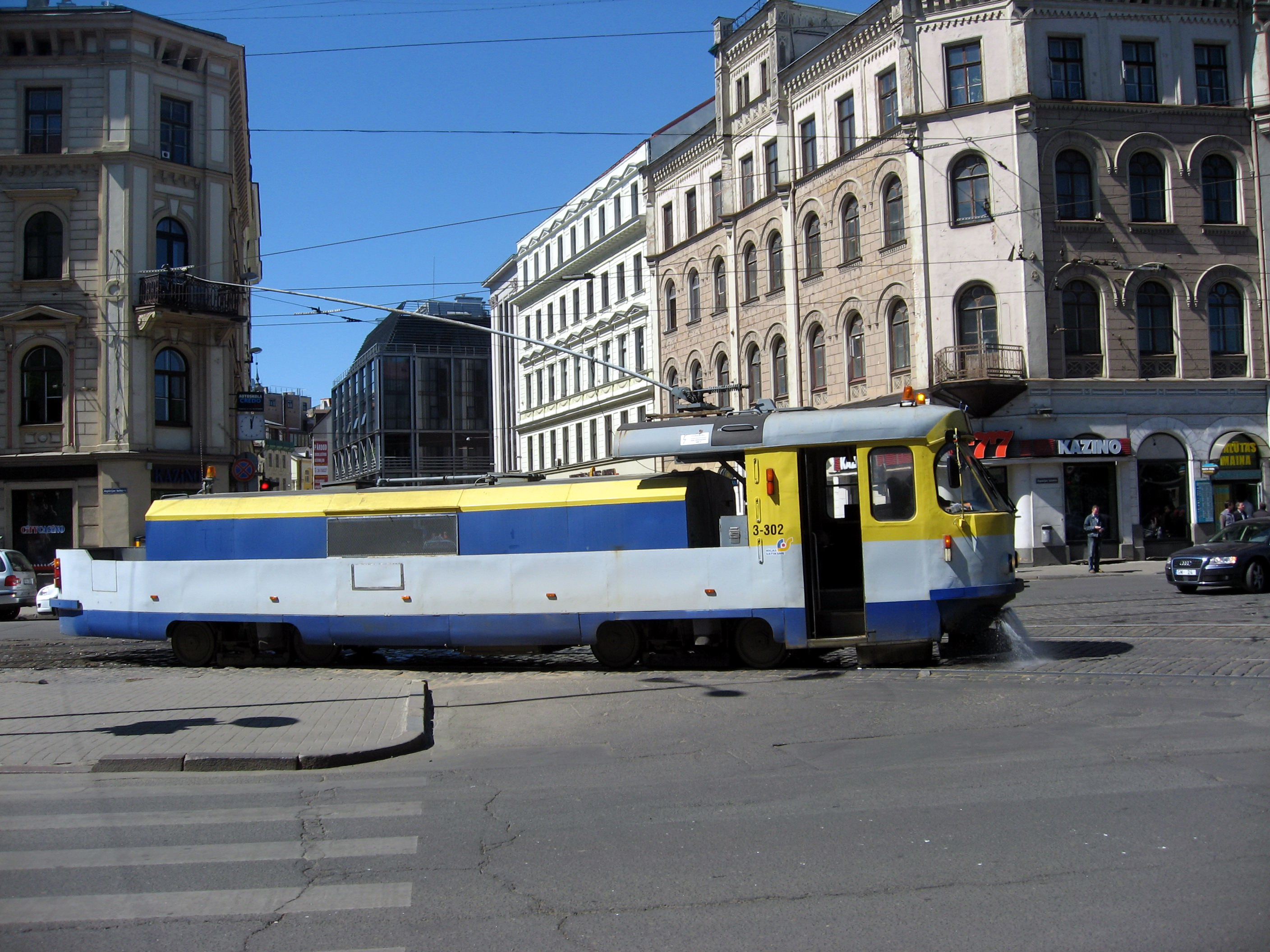
Wagon-polewaczka w Rydze

Polewaczka – specjalistyczny pojazd komunalny służący do polewania wodą ulic lub torów. Produkowany jako pojazd samochodowy lub szynowy (tzw. wagon-polewaczka).
Współcześnie wagony-polewaczki są wykorzystywane głównie do zwalczania niepożądanej roślinności, tj. zapobiegania wzrostowi chwastów w obszarze torów tramwajowych poprzez stosowanie herbicydów.

## Historia
Polewaczki stosowano na przełomie XIX i XX w. w okresach niewielkich opadów deszczu do usuwania pyłu z nieutwardzonych dróg o naturalnej nawierzchni, które były wówczas powszechne. Celem zraszania dróg była przede wszystkim profilaktyka zdrowia mieszkańców miast. Poza tym zraszanie ułatwiało późniejsze oczyszczanie ulic. Przejazd polewaczki był często uważany za wielką atrakcję dla dzieci i młodzieży. Zbiorniki uzupełniano po drodze za pomocą hydrantów. Na przykład w Düsseldorfie zraszanie ulic rozpoczęto w 1871 r., a w niektórych częściach śródmieścia zraszanie odbywało się nawet osiem razy dziennie.

## Polewaczki drogowe
Współczesne polewaczki to na ogół specjalnie skonstruowane pojazdy, np. cysterny. Wcześniej były to wozy konne. Polewaczki, oprócz oczyszczania ulic, służyły w razie potrzeby straży pożarnej jako pompy pożarnicze.

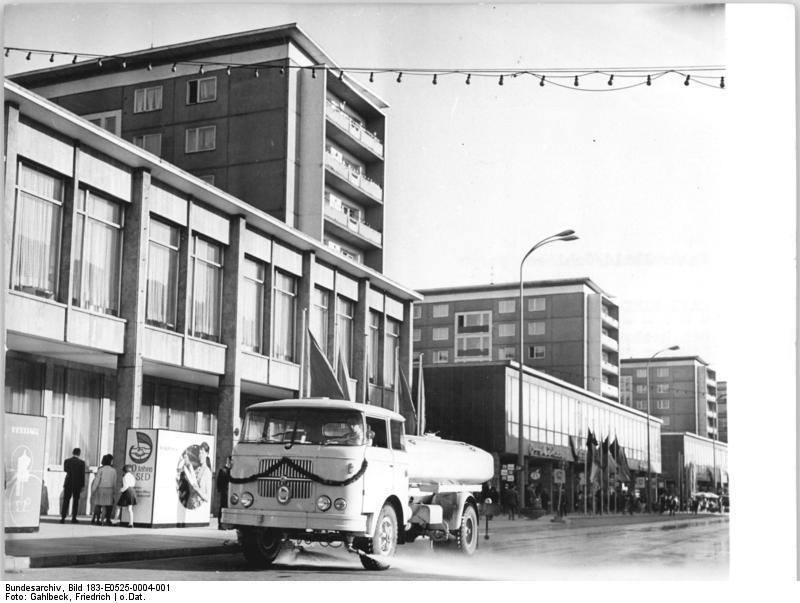
Polewaczka drogowa w Karl-Marx-Stadt
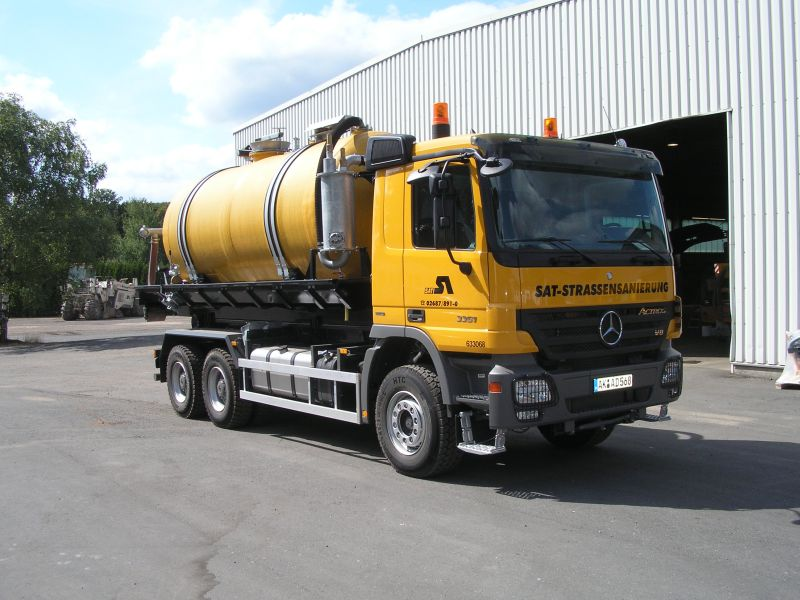
Polewaczka drogowa (Mercedes Benz)

## Wagony-polewaczki
Polewaczki w postaci pojazdów szynowych wykorzystywane są przez przedsiębiorstwa komunikacyjne zajmujące się transportem tramwajowym. Niekiedy wagony-polewaczki nie są własnością przewoźnika, lecz wydziału miasta, który jest odpowiedzialny za utrzymanie porządku.
Przykładem wagonu-polewaczki jest pojazd wprowadzony do eksploatacji w Hanowerze w 1913 r., który mógł pomieścić sześć razy więcej wody niż ówczesna polewaczka drogowa. Dodatkowo silnik elektryczny utrzymywał ciśnienie wody na wysokim poziomie, co pozwalało na uzyskanie strumienia o długości do 15 m.
W latach 70. XX wieku MPK Wrocław przebudowało szlifierkę torową z 1927 r. na wagon-polewaczkę, wykorzystywany do odchwaszczania torowisk. Wagon ten eksploatowano do lat 90. XX wieku.

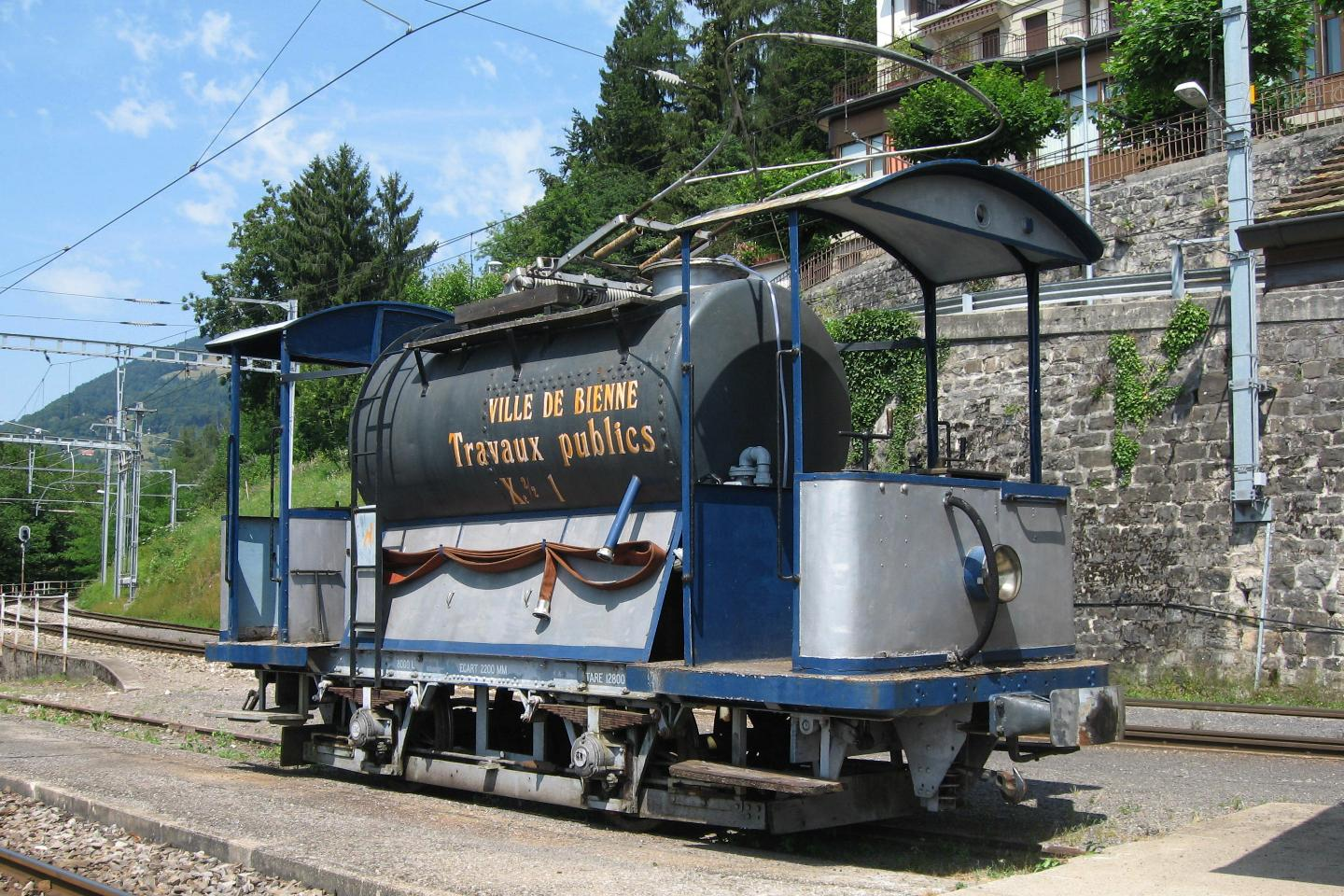
Zabytkowy wagon-polewaczka w Biel, zbudowany w 1915 r.
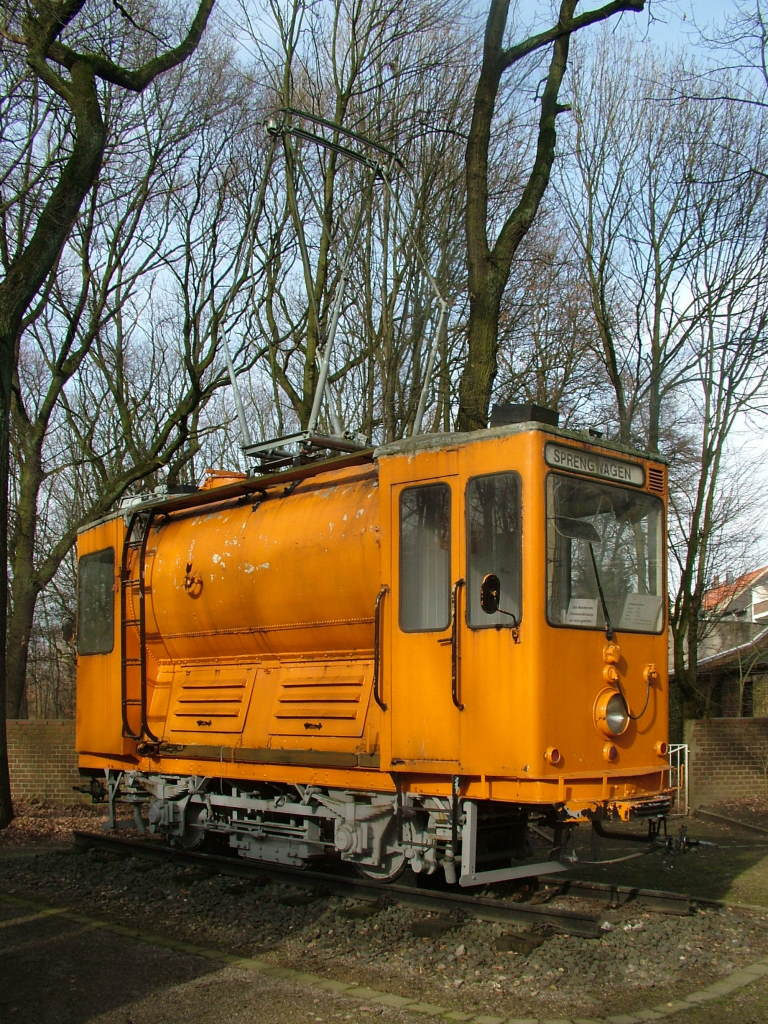
Muzealny wagon-polewaczka Bogestry, zbudowany w 1914 r.
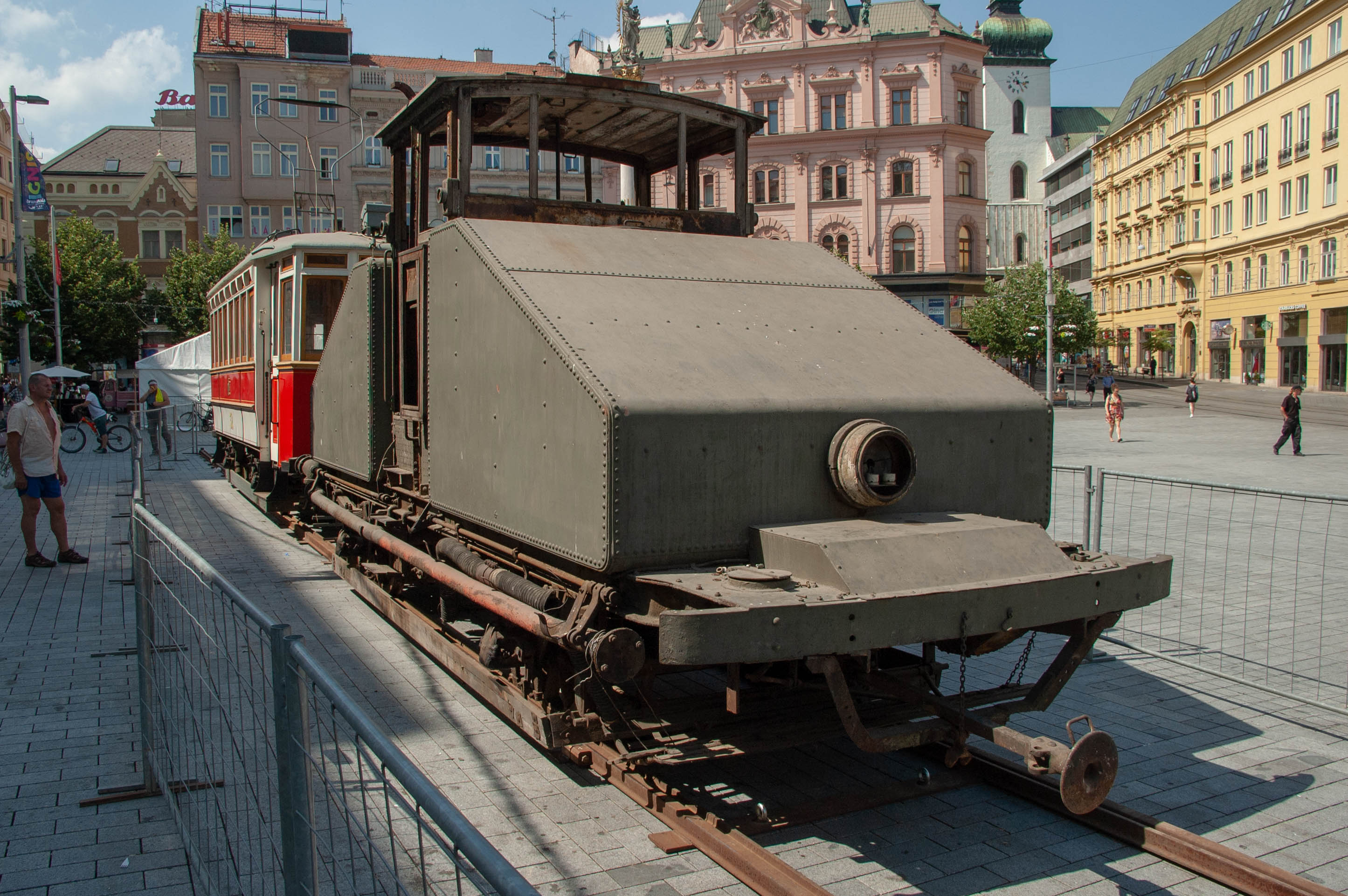
Zabytkowy brneński wagon-polewaczka KPS z 1928 r.
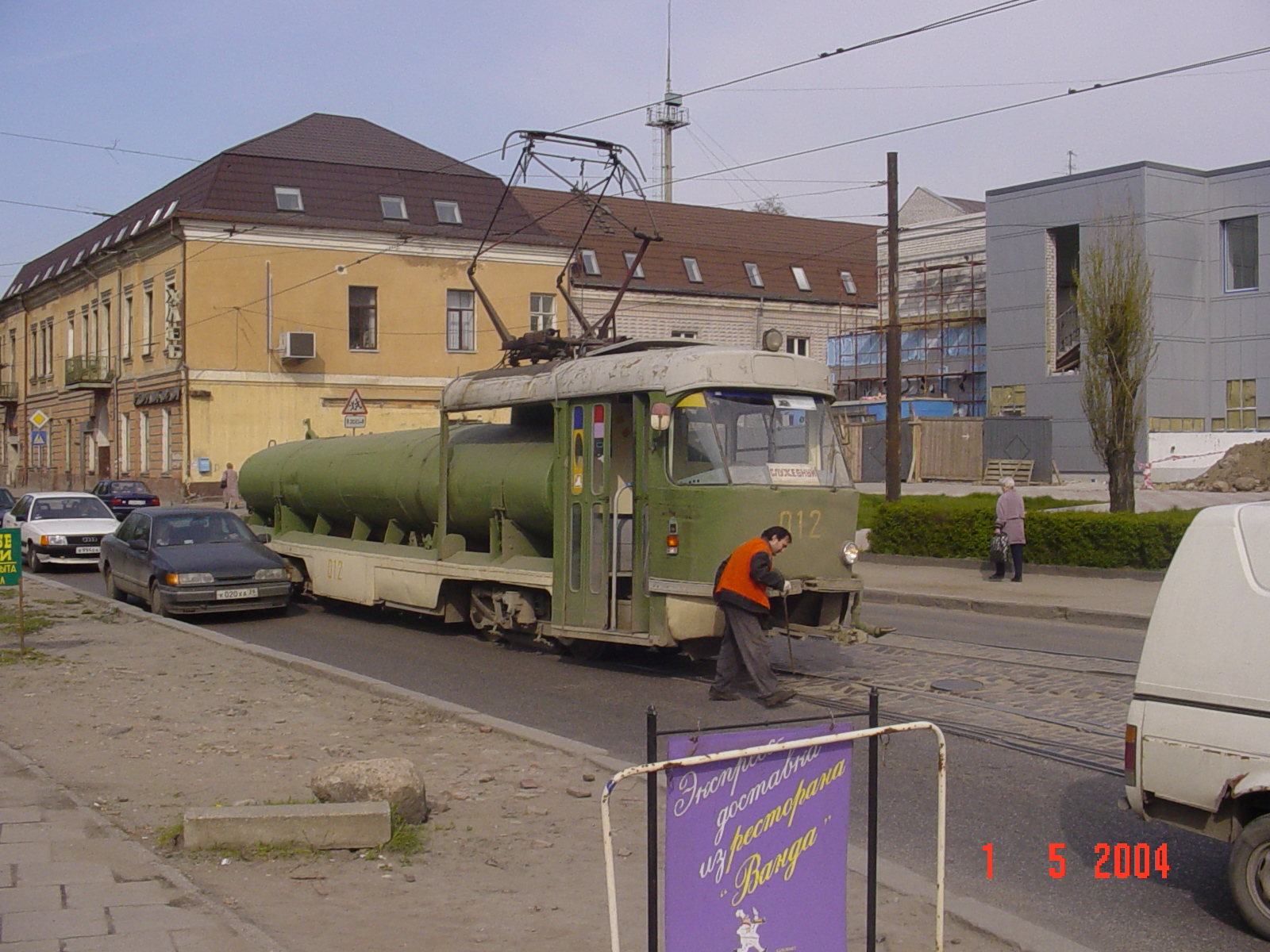
Wagon-polewaczka na bazie Tatry T4 w Królewcu

## Szczególne polewaczki
- wagon-polewaczka tramwajów w Timișoarze

## Podobne pojazdy
- armatka wodna